# Lanišće (gmina Kršan)
Lanišće – wieś w Chorwacji, w żupanii istryjskiej, w gminie Kršan. W 2011 roku liczyła 74 mieszkańców.